# Їжак європейський
Їжа́к європе́йський, або їжа́к звича́йний (Erinaceus europaeus) — комахоїдний ссавець родини Їжакових. Один з 4-х видів свого роду. Поширений на більшій частині Європи, у фауні України відсутній.
Цей вид інколи (особливо у давній літературі) згадують для фауни України, проте насправді в Україні достовірно відомий інший вид, їжак білочеревий, або білогрудий (Erinaceus roumanicus)  Деякий час після обґрунтування належності їжаків України до іншого, ніж Erinaceus europaeus, виду їх позначали як Erinaceus concolor. Вважається, що у зоні дотику ареалів їжака європейського та їжака білогрудого трапляється спонтанна гібридизація, факти якої припускають тільки за морфологічними даними і не підтверджено генетично.
Довжина тіла складає 20—30 см. Маса тіла — 700—1200 г.

## Поширення
Ареал включає Західну і Центральну Європу, Британські острови, південь Скандинавії, північний захід Європейської частини Росії, Західний Сибір і Казахстан. Зустрічається також на островах Середземного моря (Корсика, Сардинія, Ельба, Сицилія).
Цей вид також був інтродукований до Нової Зеландії.

## Поведінка

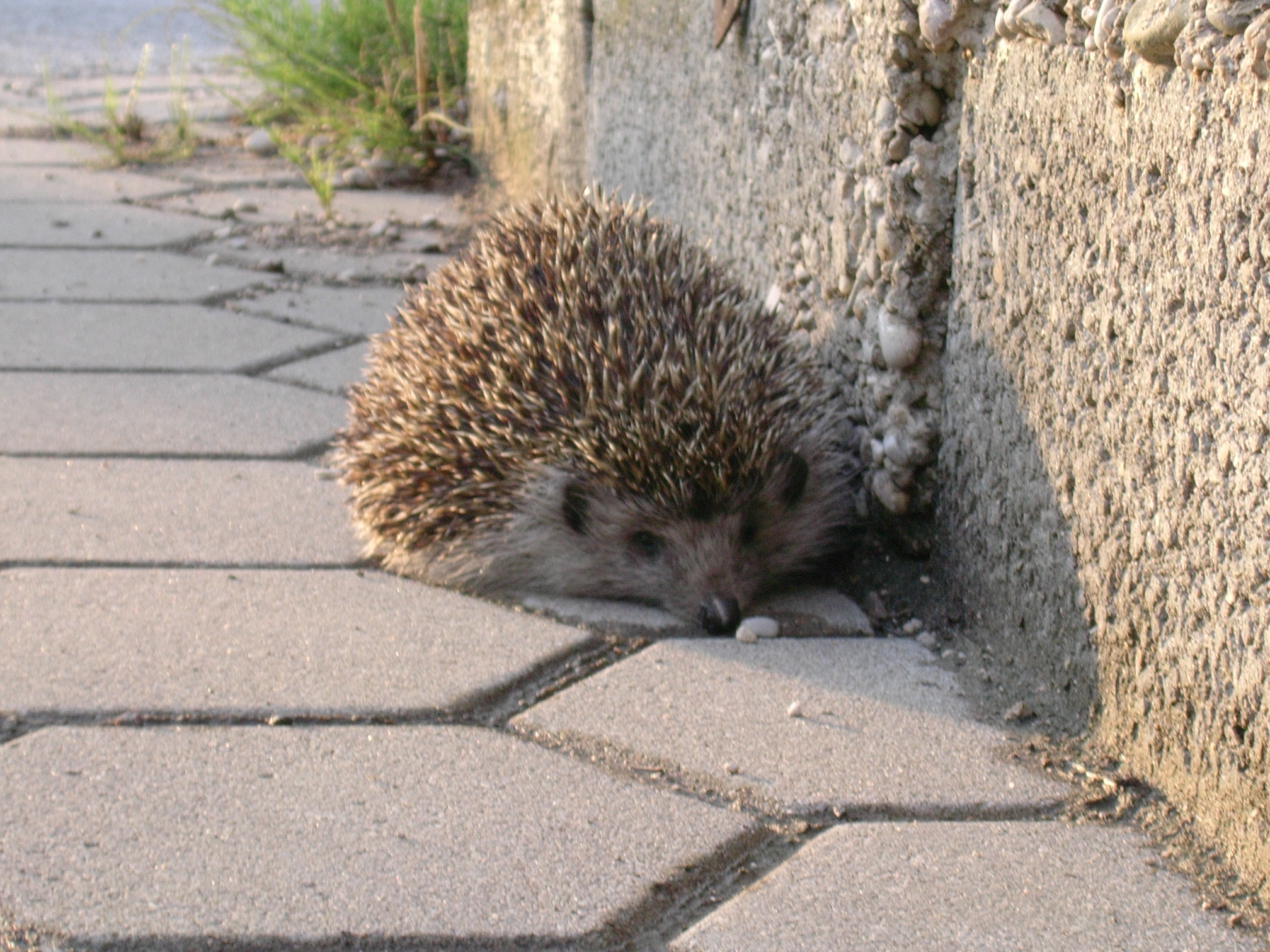
Європейські їжаки часто проживають у малих містах

### Місця проживання
Звичайний їжак населяє найрізноманітніші місця проживання, уникаючи великих боліт і суцільних хвойних масивів. Віддає перевагу узліссям, переліскам, невеликим галявинам, заплавам річок. Цей вид цілком може жити поруч з людиною. В Європі звичайного їжака можна знайти у відкритих лісах, трав'янистих рівнинах, в чагарниках, піщаній місцевості і навіть у парках

### Спосіб життя

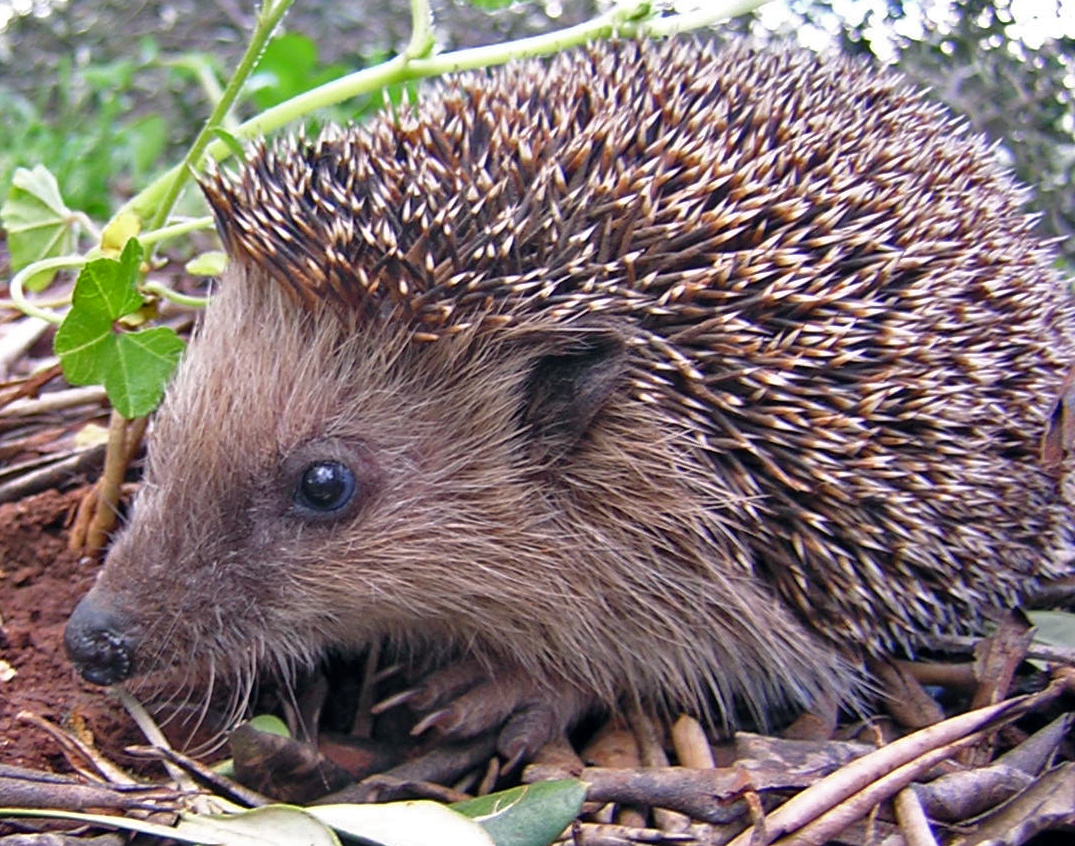
Молодий їжачок

Цей вид веде значною мірою нічний спосіб життя. День їжаки проводять у гнізді або інших укриттях. Гнізда будують в кущах, ямах, печерах, занедбаних норах гризунів або в коренях дерев. Зазвичай гніздо займає в діаметрі 15—20 см, в ньому знаходиться підстилка з сухої трави чи листя, моху. За допомогою довгих середніх пальців на ногах їжаки доглядають за своїми колючками. Груди тварини вилизують язиком. Самці агресивні один до одного, ревно охороняють свої ділянки. Площа таких ділянок становить у самців 7-39 га, а у самок — 6-10 га. Линяння у звичайних їжаків відбувається повільно, зазвичай навесні або восени. В середньому, за рік міняється тільки одна голка з трьох. Кожна голка зростає 12—18 місяців. У природі ці тварини живуть 3—5 років, в неволі можуть доживати до 8-10 років.
Звичайні їжаки — досить швидкі тварини для своїх розмірів. Вони здатні бігати зі швидкістю до 3 м/с, вміють добре плавати і стрибати. Ходячи та бігаючи, їжаки ступають на землю всією ступнею. Як у багатьох нічних тварин, у їжака погано розвинений зір, зате вони мають гострий нюх і слух. Їжак може легко стати на задні лапи у повен зріст, опираючись або чіпляючись передніми лапами для подолання перешкод. У літній час частота пульсу становить 180 скорочень на хвилину, в зимову сплячку частота знижується до 20-60 ударів на хвилину, при цьому їжаки роблять всього один вдих на хвилину. З настанням заморозків європейські їжаки щільно закривають вхід в нору і впадають в зимову сплячку. Зазвичай така сплячка триває з жовтня по квітень. Під час сплячки температура тіла їжака падає до 1,8 °C. За літо йому необхідно запасти якомога більше жиру, адже якщо звичайний їжак впаде в сплячку без достатнього запасу жиру (менше 500 г), то взимку він ризикує померти від голоду. Після сплячки не виходить з гнізда до тих пір, поки температура повітря не підніметься до 15 °C. Звичайні їжаки ведуть одиночний спосіб життя, але живуть недалеко один від одного. Дорослі статевозрілі особини намагаються не підходити надто близько один до одного.

### Харчування

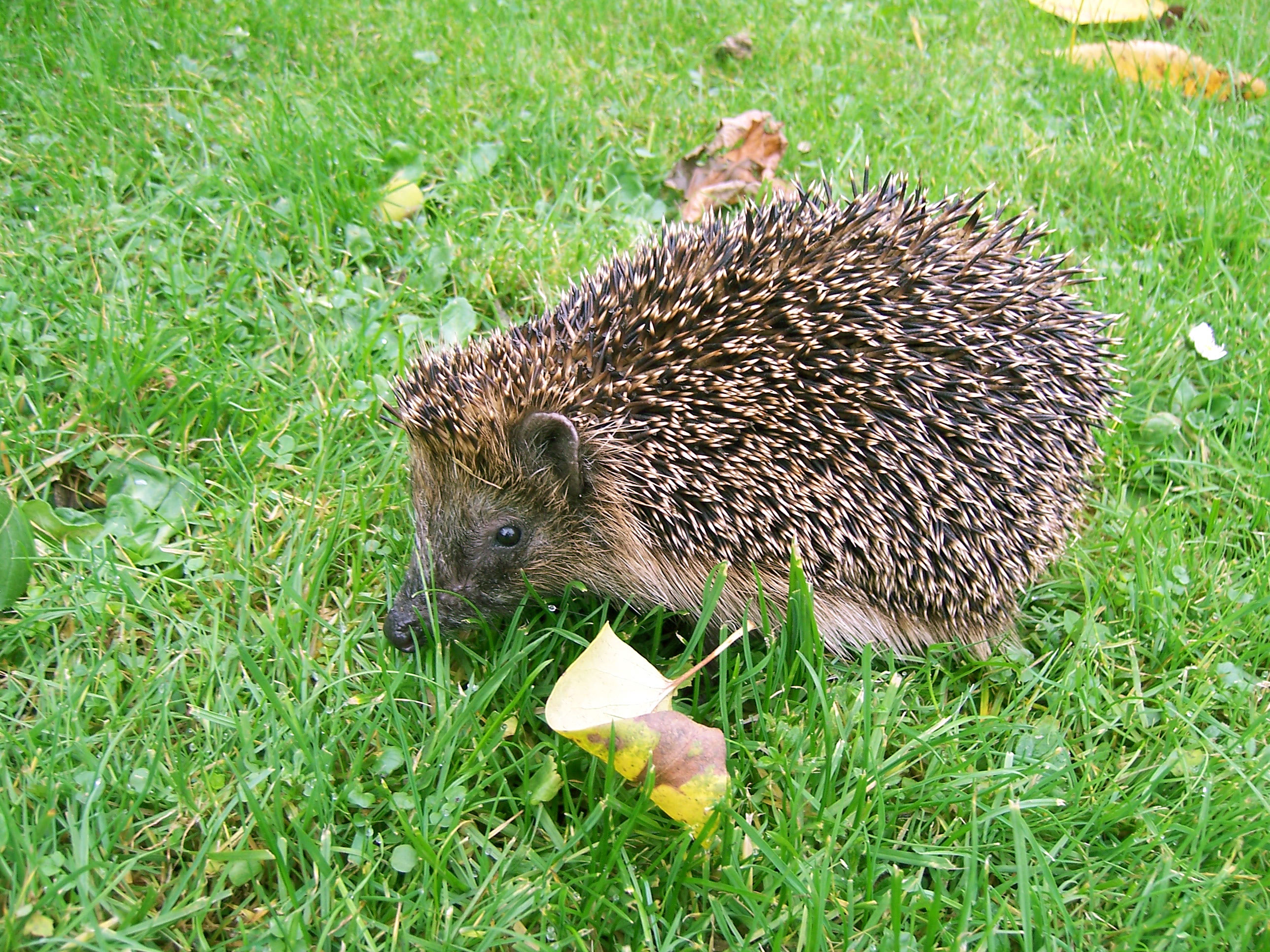
Їжак у пошуках їжі

Звичайний їжак — це всеїдна тварина. Основу його харчування складають дорослі комахи, гусениці, слимаки, іноді дощові черви. У природних умовах на хребетних нападає рідко, найчастіше жертвами їжака стають задубілі рептилії і амфібії. З рослин може поїдати ягоди і фрукти.
Дослідження харчування звичайного їжака показують, що іноді в неволі він може з'їсти гадюку. Таке можливо і в диких умовах, зважаючи на малу сприйнятливість їжаків до зміїної отрути. У 1811 році П. С. Паллас експериментально встановив, що їжаки без шкоди для себе поїдали наривників, що містять високотоксичну для інших тварин отруту. На їжаків також слабо діють такі отрути, як миш'як, сулема, опіум і навіть синильна кислота.
Мишей, до яких іноді відносять не стільки справжніх мишей, скільки менш спритних полівок, в природі їжаки добувають досить рідко і в невеликих кількостях. Зазвичай їжаки ласують яйцями або пташенятами будь-яких дрібних птахів, що гніздяться на землі.

### Розмноження
Після зимової сплячки у їжаків починається шлюбний період. Між самцями часто відбуваються бійки через самок. Самці кусають один одного за ноги, морду, штовхаються, використовують в бою свої голки. Під час бійки їжаки голосно сопуть і фиркають. Після битви переможець годинами кружляє біля самки. Під час спаровування самець знаходиться ззаду самки. Вагіна у самки знаходиться в самому кінці тіла, а пеніс у самця в середині живота, через це йому немає необхідності повністю підійматися на самку. Перед спарюванням самка ретельно пригладжує колючки і згинає спину вниз. Після спарювання їжаки розходяться. Як притулок їжачиха або риє власну нору, або використовує покинуті нори гризунів. У норі знаходиться підстилка з сухої трави та листя.
Як правило, за рік самка приносить тільки один виводок. Вагітність триває 49 днів. У виводку зазвичай 3-8 (найчастіше 4) дитинчат. Їжачки народжуються голими, сліпими, з яскраво-рожевою шкірою, маса їх тіла складає всього 12 грамів. Через кілька годин після народження у них з'являються білі й темні м'які голки. Лактація триває близько 1 місяця. Після її закінчення їжаки починають жити самостійно. Статевозрілими стають до 10-12 місяців.

### Тривалість життя і смертність
Європейські їжаки у неволі можуть жити до десяти років, хоча середня тривалість життя у природі становить три роки. Голод є найпоширенішою причиною смерті, зазвичай трапляється під час зимової сплячки. При небезпеці їжак скочується у клубок, щоб захистити себе. Багатьох потенційних хижаків відлякують голки їжаків, але деякі тварини все одно полюють на них. Так, рештки їжаків були знайдені в шлунках європейських борсуків, лисиць і лісових куниць. Їжаки, як правило, відсутні у районах, де борсуки є численними.

## Галерея

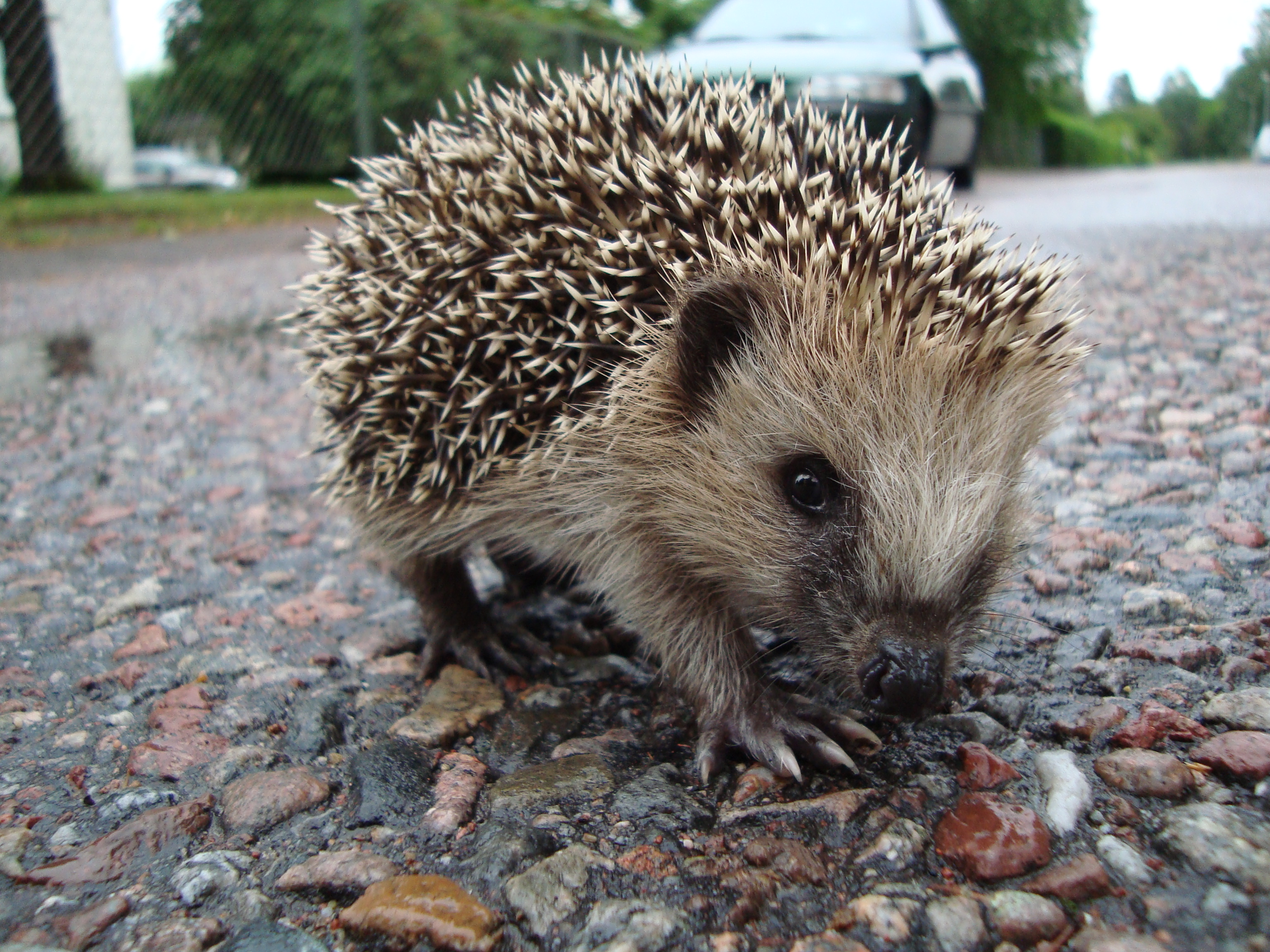
Молодий їжак в сільській місцевості
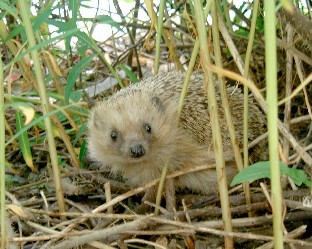
Так званий «світлий» їжак
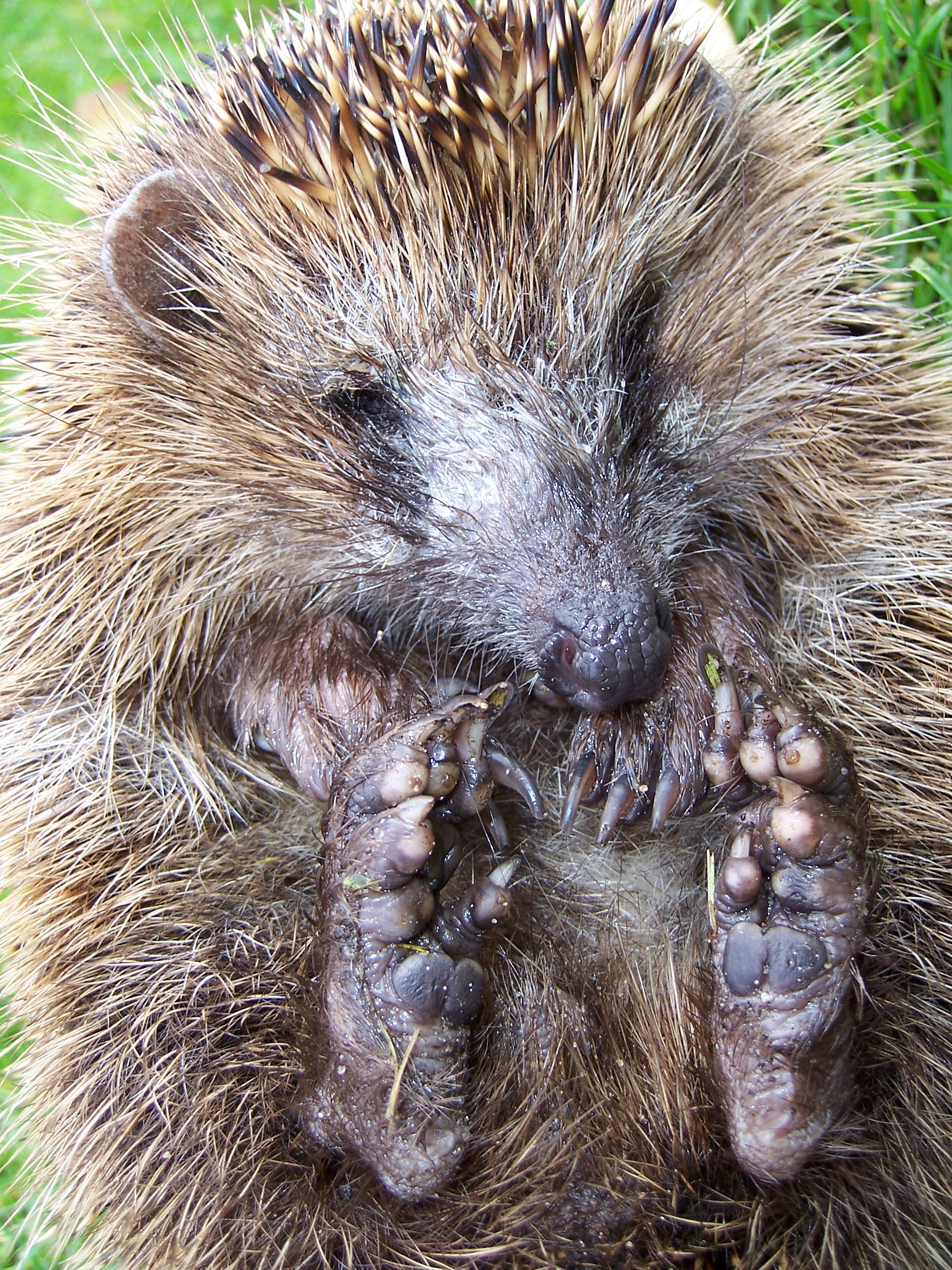
Майже повністю згорнутий їжак
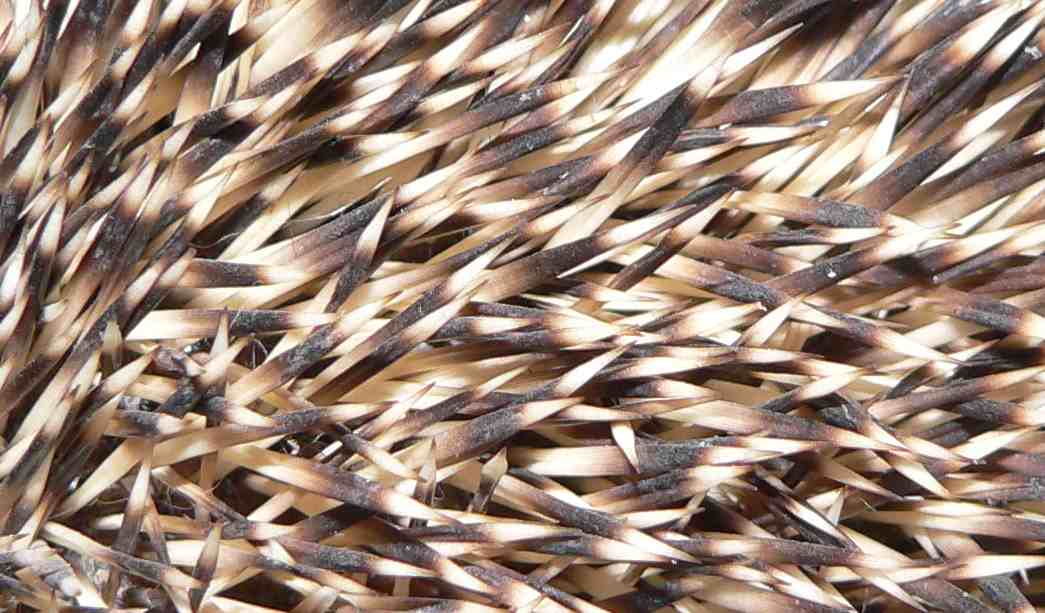
Голки звичайного їжака
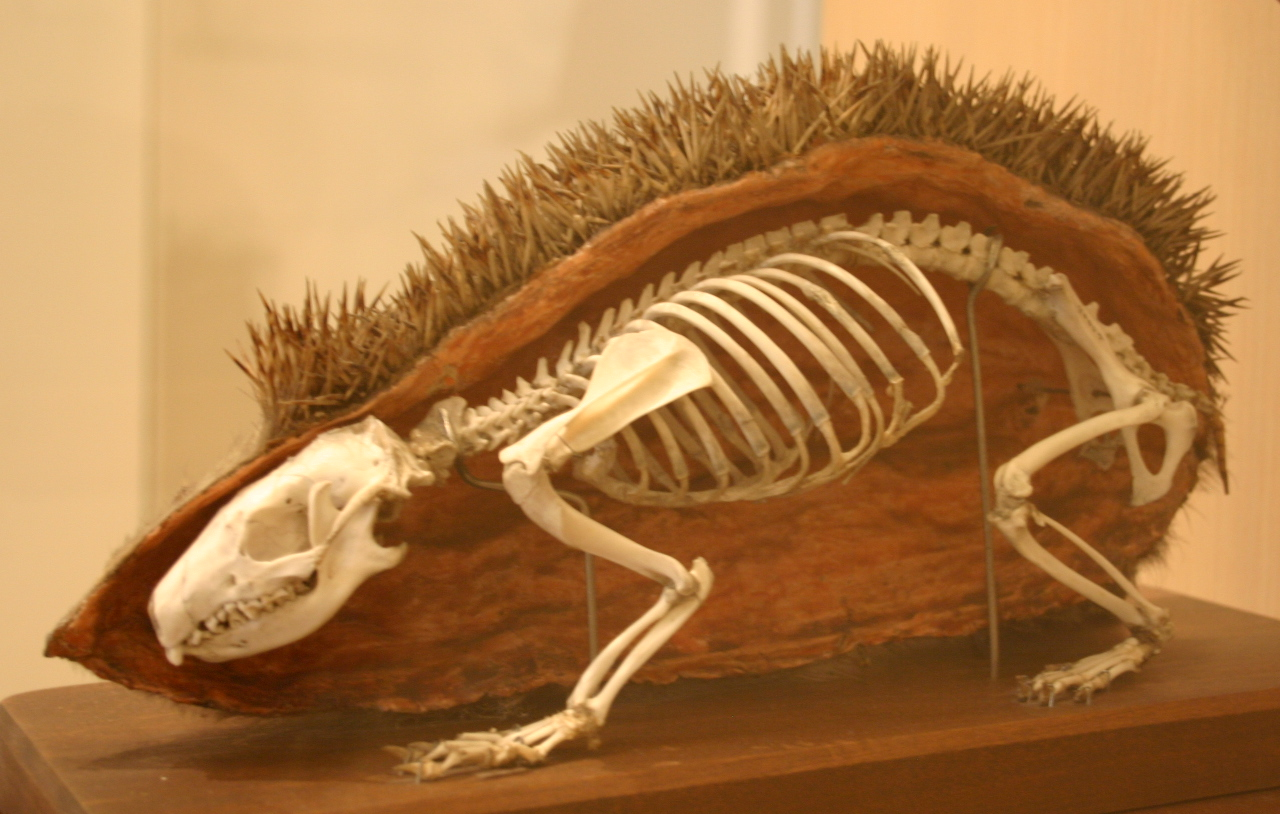
Скелет європейського їжака

## Інтродукція в Новій Зеландії
Європейський їжак був завезений у Нову Зеландію, яка виявилась раєм для популяції, яка виросла в числі і стала набагато більшою в Новій Зеландії чим у Великій Британії через відсутність типових шкідників та паразитів для їжаків, а також через відсутність конкурентних хижих наземних савців. Під загрозу потрапили велика кількість природніх місцевих для Нової Зеландії видів: птахи наземного гніздування, наприклад, ківі, яка взагалі не вміє літати, а гніздо пташок та яйця стали легкою здобиччю для їжаків; їжаки стали загрозою для ящірок, окремих видів комах — так, у шлунку одного їжака було знайдено біля 280 ніг комахи вета. Тимнеменш, їжаки не потрапили до програми винищення всіх інтродукованих хижаків до 2050 року через їхнє несприйняття населенням як загрози, є лише наміри виведення їх із окремих регіонів. Більше того, їжак європейський був інтродукований умисно, щоб нагадувати переселенцям з Європи про сади з їжаками.